# Славчо Пирчев
Славейко (Славчо) Гигов Пирчев е български офицер и революционер, деец на Върховния македоно-одрински комитет, войвода на Вътрешната македоно-одринска революционна организация.

## Биография
Славчо Пирчев е роден на 8 януари 1886 година в Брезник, където и завършва прогимназия.
През 1906 година като четник при демирхисарския войвода Алексо Стефанов навлиза в Македония. През 1907 година е четник при велешкия войвода Иван Наумов – Алябака. На 17 юни 60 членната чета навлиза в Македония през Кюстендил и участва в сраженията на Ножот. Славчо Пирчев е определен за битолски войвода в януари 1908 година.
Преди началото на Балканската война Славчо Пирчев е определен за войвода на партизански отряд № 20, който заминава за Битолското поле. На 12 октомври 1912 година 13 чети, между които и тези на войводите Васил Чекаларов, Георги Попхристов, Христо Силянов, Иван Попов и Славчо Пирчев водят цял ден сражение с турските войски при село Конопище. Турците са заплашени от обграждане панически се разбягват. На 16 октомври четата на Славчо Пирчев води сражение с турски аскер при Горничево, а на 2 – 3 ноември, заедно с четата на Алексо Стефанов, подпомагат превземането на Битоля със спомагателни сражения при Боище и Гопеш.
| Чета № 20 на МОО с командир Славчо Пирчев | Чета № 20 на МОО с командир Славчо Пирчев | Чета № 20 на МОО с командир Славчо Пирчев | Чета № 20 на МОО с командир Славчо Пирчев | Чета № 20 на МОО с командир Славчо Пирчев | Чета № 20 на МОО с командир Славчо Пирчев |
| ----------------------------------------- | ----------------------------------------- | ----------------------------------------- | ----------------------------------------- | ----------------------------------------- | ----------------------------------------- |
|                                           | Димитър Талев                             | 30                                        | Битолско                                  | Чарлия                                    |                                           |
|                                           | Петър Павлов                              |                                           | Битолско                                  | Облаково                                  |                                           |
|                                           | Силян (Симян) Божинов                     | 28                                        | Битолско                                  | Бабино                                    |                                           |

Славчо Пирчев се изтегля в заетата от българската армия част на Македония, за да не попадне в сръбски плен. По-късно служи в 1 рота на 11 сярска дружина и в Сборната партизанска рота на МОО.
През Първата световна война Славчо Пирчев е взводен командир в Пети пехотен македонски полк. Участва в прочистването на сръбските чети във Вардарска Македония и в потушаването на Топлишкото въстание като командир на партизански взвод.
След 1919 година се включва във възстановената от Тодор Александров ВМРО. Умира на 21 януари 1973 година в София, ул. Киевска /Баучер/ 38.
- Пирчев вляво
- Печат на Пирчев
- Четата на Пирчев
- Сертификат за участие на Пирчев в Македоно-одринското опълчение